# Acend
Acend – europejska drużyna e-sportowa założona przez Benjamina Rolle'a 10 marca 2021 roku.

## Sekcje

### Valorant

#### Historia
Przed założeniem Acend, członkowie zespołu grali w barwach Raise Your Edge Gaming, jednak ze względu na ograniczenia dotyczące sponsoringu organizacja została rozwiązana, a w jej miejscu powstało wspomniane Acend. Zakwalifikowali się do turnieju Valorant Stage 1 Masters jako Raise Your Edge Gaming, jednak na samym turnieju grali już pod nazwą Acend, gdzie zdetronizowali poprzednich mistrzów Europy Team Heretics. Wielu ekspertów przypisywało ich sukces agresywnemu stylowi gry oraz bardzo dobrym wsparciem zarówno w grze jak i poza nią.
Z powodu braku kwalifikacji do Valorant Stage 2 Masters wykorzystali przerwę w rozgrywkach na odbudowę zespołu wymieniając hiszpańskiego gracza koldamenta na polskiego zawodnika zeek występującego dotychczas w G2 Esports. 12 grudnia 2021 roku drużyna zdobyła mistrzowski tytuł na turnieju Valorant Champions w Berlinie.

#### Zawodnicy
- Santeri „BONECOLD” Sassi
- Mehmet Yağız "cNed" İpek
- Vladyslav „Kiles” Shvets
- Patryk „starxo” Kopczyński
- Aleksander „zeek” Zygmunt
- Laurynas "Nbs" Kisielius‍ (trener)

#### Wyniki
| Data          | Miejsce | Turniej                                                   | Nagroda  |
| ------------- | ------- | --------------------------------------------------------- | -------- |
| marzec 2021   | złoto   | VCT 2021: Europe Stage 1 Masters                          | $60,000  |
| kwiecień 2021 | 1. – 4. | VCT 2021: Europe Stage 2 Challengers 1 – Qualifier        | $0       |
| kwiecień 2021 | 5. – 8. | VCT 2021: Europe Stage 2 Challengers 1                    | $0       |
| kwiecień 2021 | 1. – 4. | VCT 2021: Europe Stage 2 Challengers 2 – Qualifier        | $0       |
| kwiecień 2021 | 5. – 8. | VCT 2021: Europe Stage 2 Challengers 2                    | $0       |
| czerwiec 2021 | 1. – 8. | LVP – Rising Series #2 European Qualifier                 | $0       |
| czerwiec 2021 | złoto   | LVP – Rising Series #2                                    | $2,382   |
| lipiec 2021   | 1. – 4. | VCT 2021: Europe Stage 3 Challengers 1 – Closed Qualifier | $0       |
| lipiec 2021   | złoto   | VCT 2021: Europe Stage 3 Challengers 1                    | $17,816  |
| sierpień 2021 | brąz    | VCT 2021: EMEA Stage 3 Challengers Playoffs               | $11,762  |
| sierpień 2021 | 1. – 8. | LVP – Rising Series #3 European Qualifier                 | $0       |
| wrzesień 2021 | 5. – 8. | LVP – Rising Series #3                                    | $296     |
| wrzesień 2021 | 5. – 8. | VCT 2021: Stage 3 Masters – Berlin                        | $25,000  |
| listopad 2021 | srebro  | Red Bull Home Ground #2                                   | $11,444  |
| listopad 2021 | złoto   | LVP – Rising Series – Finale                              | $9,093   |
| grudzień 2021 | złoto   | VALORANT Champions 2021                                   | $350,000 |

### Tom Clancy's Rainbow Six Siege

#### Historia
W czerwcu 2021 roku Acend utworzyło nową sekcję Rainbow Six sprowadzając francuskich graczy z różnych zespołów oraz byłego trenera m.in. Team Vitality 	Arnaud Billaudel. Ich pierwszym wydarzeniem był udział w 6. Lidze Francuskiej, gdzie ostatecznie zajęli 5. miejsce. Jeszcze w tym samym roku w październiku nastąpiła zmiana na stanowisku trenera. Do drużyny dołączył Nathan Donday.

#### Zawodnicy
- Romain "EiZ" Martin
- Julian "ENEMY" Blin
- Maxime "Meloo" Cahagnet
- Jean-Noël "RevaN" Prudenti
- Yannis "Jeya" Colibeaux
- Nathan "Alive" Donday (trener)

#### Wyniki
| Data             | Miejsce   | Turniej                                           | Nagroda |
| ---------------- | --------- | ------------------------------------------------- | ------- |
| wrzesień 2021    | 4.        | European Challenger League 2021 – Open Qualifiers | $0      |
| październik 2021 | 5.        | 6 French League Season 3                          | $0      |
| listopad 2021    | 5. – 6.   | European Challenger League 2021                   | $2,802  |
| grudzień 2021    | 17. – 32. | Six Invitational 2022 – Europe: Open Qualifier #1 | $0      |